# University of Warwick
University of Warwick (engelska: Warwick University, walesiska: Prifysgol Warwick) är ett universitet i Coventry i Storbritannien. Det ligger i grevskapet West Midlands och riksdelen England, i den södra delen av landet, 140 km nordväst om huvudstaden London. Universitetet grundades 1965 som en del av regeringens arbete att göra högre utbildning tillgänglig för ett större antal studenter. 
Universitetet tillhör Russellgruppen. 

## Kända alumner
Mark Fisher (även känd som K-punk) - kulturteoretiker, författare och filosof.